# Thomasomys ischyrus
Espèce
Synonymes
- Thomasomys ischyurus Osgood, 1914[2]

Statut de conservation UICN

 LC  : Préoccupation mineure
Thomasomys ischyrus est une espèce de rongeurs de la famille des Cricétidés endémique du Pérou.

## Répartition et habitat
Cette espèce est présente uniquement sur le versant Est des Andes dans le nord et le centre du Pérou. Elle vit dans la forêt tropicale humide entre 2 280 et 3 350 m d'altitude. Les arbres y mesurent 15 à 20 m de haut et sont couverts d'orchidées, de broméliacées, de fougères, de lichens et de mousses.